# Первомайское (Ленинградская область)
Первома́йское (до 1948 года — Ки́веннапа, фин. Kivennapa) — посёлок в Выборгском районе Ленинградской области. Административный центр Первомайского сельского поселения.

## Название
Одна из версий основывается на том, что приграничная местность по правому берегу реки Сестра из-за непрекращающихся войн в средние века получила название Риитамаа, в переводе — «спорная земля». Среди финских исследователей существует мнение, что это название, переведенное на шведский язык в форме Kivanebb (kiv — спор, nebb — оконечность), затем вновь трансформировалось в финском звучании как Кивеннапа и в таком виде стало названием целой волости.
Вторая основывается на предположении, что уже в первой половине XV века на старой Выборгской дороге к северу от реки Сестра находилось шведское укрепление. Именно шведское слово Kifvanebbet, что означает «передовые укрепления», финнизировавшись, стало звучать как Кивеннапа.
В 1948 году, когда повсеместно началась кампания переименований, посёлок Кивеннапа получил наименование Гвардейский (по месту нахождения братских могил гвардейцев Советской Армии). Однако позднее название изменили на Первомайское, которым несколькими месяцами ранее была названа деревня Ахиярви, переименованная позднее в Ольшаники. Переименование было закреплено указом Президиума ВС РСФСР от 1 октября 1948 года.

## История
Первая церковная община под названием Хантула (фин. Hanttula) появилась здесь в 1352 году.
В 1452 году на холме близ селения была построена шведская крепость Кивинебб (швед. Kivinebb).
В 1556 году она была полностью разрушена войсками воевод Шереметева и Палецкого.
В 1706 году во время первого похода петровских войск к Выборгу русские овладели сооружёнными здесь шведскими полевыми укреплениями (шанцами).

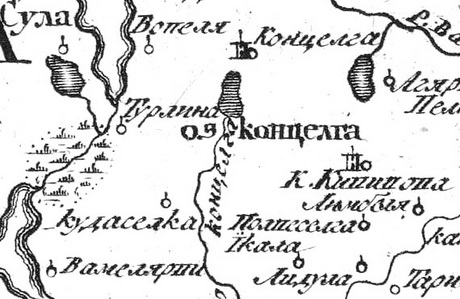
Село Кивеннапа (Кививова) на русской карте 1745 года

С 1918 по 1939 год (а также с 1941 по 1944) село Кивеннапа было административным центром волости Кивеннапа Выборгской губернии Финляндии.

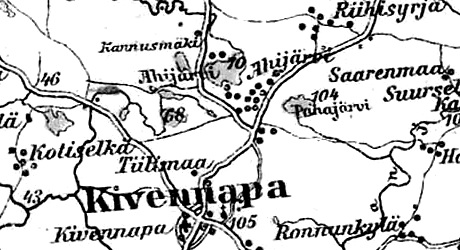
Село Кивеннапа на финской карте 1923 года

К 1939 году в нём проживало около 90 семей, в декабре того же года Кивеннапа в ходе Советско-финской войны 1939—1940 годов была сожжена отступавшими финскими войсками.
Во время Великой Отечественной войны в июне 1944 года в ходе ожесточённых боёв село было полностью разрушено. Нынешний посёлок Первомайское был построен на месте села Кивеннапа уже после войны.
С 1 января 1940 года по 30 сентября 1948 года — в составе Кивенаппского сельсовета Каннельярвского (Райволовского) района.
С 1 июля 1941 года — финская оккупация. Село было освобождено от финских оккупантов 12 июня 1944 года.
С 1 октября 1948 года учитывается административными данными как посёлок Первомайское в составе Первомайского сельсовета Рощинского района.
В 1961 году население посёлка составляло 318 человек.
С 1 февраля 1963 года — в составе Выборгского района.
По данным 1966 и 1973 годов посёлок Первомайское являлся административным центром Первомайского сельсовета. В 1972 году в посёлке начала работу птицефабрика «имени 50-летия СССР».
На 1 января 1988 года в посёлке Первомайское проживало 4770 человек. Большую часть населения посёлка составляли работники птицефабрики.
По данным 1990 года в посёлке Первомайское проживали 3467 человек. Посёлок являлся административным центром Первомайского сельсовета в который входили 10 населённых пунктов: посёлки Горки, Кировское, Краснознаменка, Огоньки, Озерки, Ольшаники, Первомайское, Чайка, Черняевское; деревня Решетниково, общей численностью населения 4770 человек.
В 1997 году в посёлке Первомайское Первомайской волости проживали 4415 человек, в 2002 году — 4496 человек (русские — 91 %).
В 2007 году в посёлке Первомайское Первомайского СП проживали 4688 человек, в 2010 году — 4469 человек.

## География
Посёлок расположен в юго-восточной части района на пересечении автодорог 41К-181 (Огоньки — Стрельцово — Толоконниково) и 41А-025 (Ушково — ур. Гравийное).
Расстояние до районного центра — 60 км.
Расстояние до ближайшей железнодорожной станции Рощино — 18 км.

## Демография
| 2002 | 2007  | 2010  | 2017  | 2021  |
| ---- | ----- | ----- | ----- | ----- |
| 4496 | ↗4688 | ↘4469 | ↗4575 | ↗5092 |

## Инфраструктура
Магазины, школа, детский сад, поликлиника, больница, аптека, почта, сберкасса, гостиница, Дворец культуры, жилой комплекс «Кивеннапа Север».

## Известные уроженцы
- Эльмар Грин — русский советский писатель.

## Интересные факты
Название Кивеннапа переводится с финского языка как «каменный центр» или «каменный пупок» (от фин. kivi — «камень» и napa — «центр», «пуп»). Точно так же переводится название древнего священного города инков Тиуанако («камень в центре») и Те-пито-Куре — «каменный пупок» на острове Пасхи.

## Иллюстрации

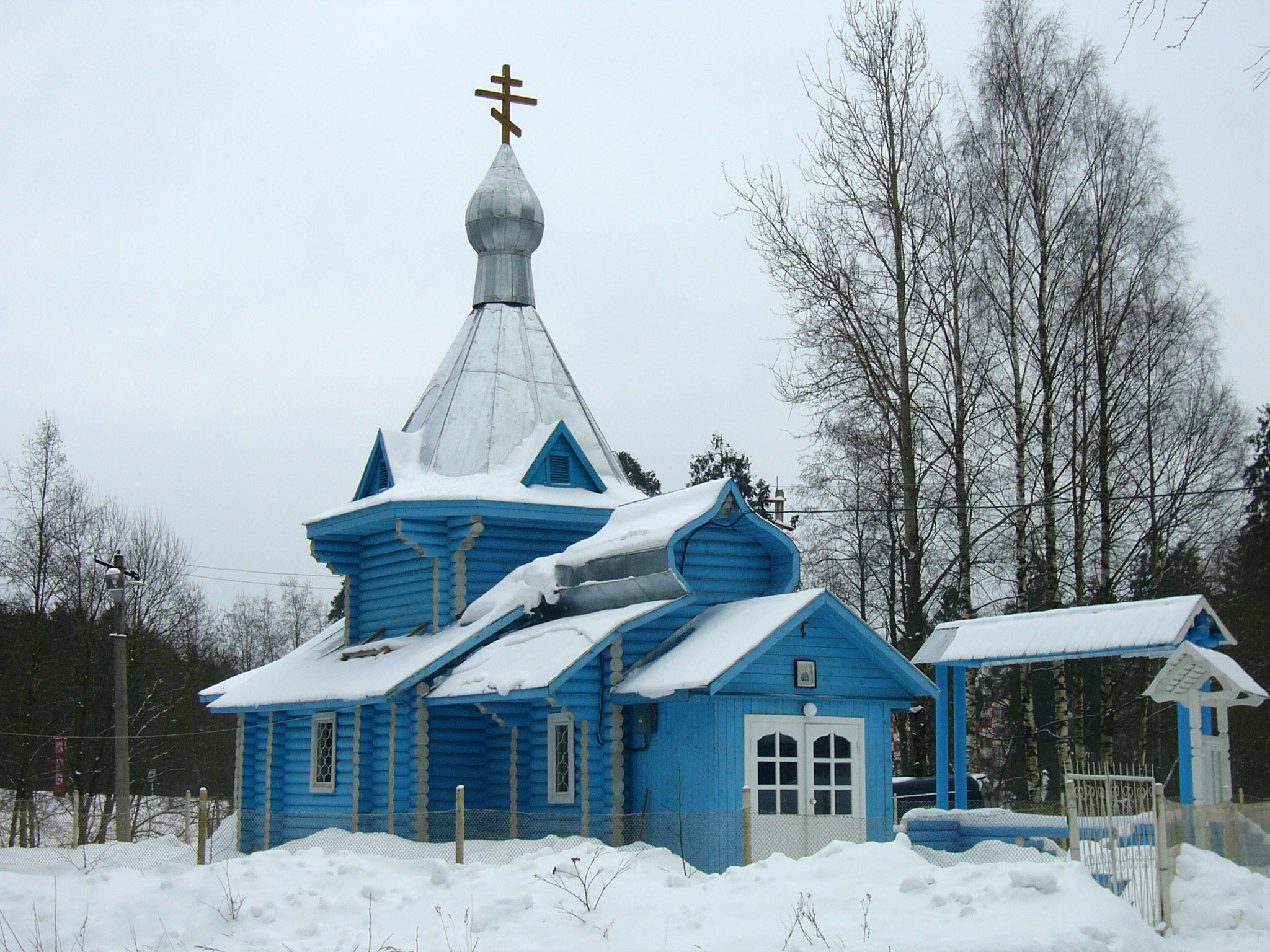
Церковь целителя Пантелеймона. 2005 год

## Улицы
Адмиральская, Альпийский проезд, Бельгийский проезд, Благодатная, Вишнёвая, Восточный переулок, Высокий проезд, Голландский проезд, Дачная, Детская, Добрая, Домашний проезд, Дружбы, Дубовая, Европейская, Еловый переулок, Загородная, Западный переулок, Заповедный проезд, Звонкий переулок, Зелёная, Земляничная, Ивановский проезд, имени Ивана Чернявского, им. Николая Майданова, имени Романа Петрова, Калиновая, Карельский проезд, Каштановая, Кленовая, Космическая, Крайняя, Ленина, Лесная, Летняя, Летний тупик, Линейный проезд, Луговой проезд, Лучистый тупик, Магистральная, Магистральный переулок, Майская, Мира, Молодёжная, Морской проезд, Моховая, Озёрная, Олимпийский проезд, Ольховая, Оранжевый проезд, Ореховая, Осенняя, Парусная, Петровский проезд, Пионерская, Полевая, Полевой переулок, Приозёрная, Прямой проезд, Российская, Ручейная, Рябиновая, Садовая, Садовый переулок, Светлый переулок, Семейная, Снежный тупик, Советская, Солнечная, Сосновая, Спичечная, Спортивная, Строительная, Счастливая, Тёплый проезд, Тихая, Трудовая, Уютный проезд, Цветочная, Черёмуховый проезд, Черничная, Чудный проезд, переулок Энтузиастов, Ясная.

## Садоводства
Пенаты-2, Ручеёк-Первомайское.